# SVT2
SVT2, fino al 1996 TV2, è il secondo canale televisivo principale dalla Sveriges Television (SVT) tv di stato svedese; è stato avviato dalla Sveriges Radio nel 1969. SVT2 è generalmente più specialista, rispetto a SVT1.
Il canale è di tipo generalista, ed è caratterizzato da programmi di servizio e di approfondimento insieme con spazi dedicati alle autonomie locali, tra cui il telegiornale regionale.

## Storia
Il dibattito sull'apertura di un secondo canale televisivo svedese è continuato per tutti gli anni sessanta. Alcuni volevano che il nuovo canale tv fosse privato e finanziato dalla pubblicità, ma è stato deciso che la Sveriges Radio avrebbe gestito il secondo canale e che sarebbe stato anch'esso finanziato dal canone tv. TV2 ha incominciato a trasmettere il 5 dicembre del 1969, un evento conosciuto come la "scissione canale" (kanalklyvningen).
Mentre TV1 è stato trasmesso sulle frequenze VHF, TV2 ha utilizzato frequenze UHF, il che significava che le famiglie hanno dovuto comprare uno speciale convertitore se volevano vedere TV2 . L'uso di frequenze UHF ha permesso a TV2 di trasmettere programmi diversi per le diverse parti del paese, che portò alla partenza di Sydnytt, il primo telegiornale regionale.
Sebbene TV1 e TV2 facessero parte della stessa azienda, erano editorialmente indipendenti, e avrebbero dovuto competere tra di loro. I due canali hanno però alla fine deciso di non competere direttamente l'uno con l'altro con programmi simili nella stessa fascia oraria. Ad esempio, i famosi spettacoli di intrattenimento di fine settimana erano tipicamente mostrati il venerdì su TV2 e il sabato su TV1.
In occasione del lancio di TV2, c'era una redazione centrale che ha trasmesso nuovi aggiornamenti con il nome TV - nytt in entrambi i canali, così come il telegiornale serale principale su TV1. I canali hanno avuto anche due programmi di informazione indipendenti. Su TV2 il telegiornale è stato chiamato Rapport ed è stato trasmesso cinque giorni a settimana.
Il 1º luglio 1987 i canali sono stati modificati; TV1 divenne SVT Kanal 1 e cominciò a trasmettere i suoi programmi prodotti solo da Stoccolma e invece TV2 non fu rinominato ma ritornò alla programmazione prodotta da tutta la Svezia. I due canali dovevano competere all'interno della stessa azienda.
Per molti anni TV2 è stato il canale più visto in Svezia. Una tipica serata su questo canale comprendeva anche talk show di diverse città in tutto il paese, seguita da Rapport, il telegiornale più visto del paese. Tuttavia, entro il 1994, il rivale commerciale TV4 era diventata il più grande canale del paese.
Nel 1996 con l'aumento della concorrenza da parte di canali commerciali, SVT ha unito i suoi canali di nuovo insieme in un unico editore, e li ha nuovamente rinominati, SVT Kanal 1 in SVT1 e TV2 in SVT2. Il precedente accordo di non trasmettere gli stessi programmi (su stesse fasce orali) è stata abolita ed è stato possibile trasmettere qualsiasi programma su entrambi i canali. A causa di ciò, Aktuellt è stato spostato a SVT2 e alcune edizioni di Report sono state spostate su SVT1.
Nel 2001 è stata ampiamente rinnovata SVT2 con un nuovo look e nuovi palinsesti tv. Rapport è stato spostato definitivamente su SVT1 e Aktuellt, che ha avuto un pubblico più piccolo, è stato spostato nuovamente su SVT2. Molti altri spettacoli popolari vennero spostati anche da SVT2 a SVT1 (come ad esempio Expedition: Robinson). Queste modifiche apportate resero SVT2 un canale più specialistico in natura ma anche meno visto rispetto al passato.
Orari di programmazione su SVT2 sono stati cambiati ancora una volta nel 2003, nel tentativo di aumentare la popolarità del canale.
Una revisione dei programmi il 26 agosto 2008 ha permesso SVT2 di diventare ancora più specifico, con notizie regionali, e nuovi programmi tra i quali documentari e quiz.

## Programmi
La programmazione su SVT2 è generalmente più specializzata rispetto che SVT1. Il canale è composto più da programmi culturali, di programmazione per le minoranze linguistiche (lingua sami, finlandese e linguaggio dei segni), qualche film indipendente e programmazione regionale.
SVT2 non trasmette 24 ore su 24.
Alle 16:00, SVT2 trasmette alcune edizioni di Rapport (il tg tra le due sezioni del Forum SVT).
Alle 17:25, SVT2 incomincia la trasmissione di tg con tre lingue minoritarie: Ođđasat (in lingua sami), Nyhetstecken (in svedese - lingua dei segni) e Uutiset (in finlandese), seguita da una notiziario regionale intitolato update.It.

### Notiziari regionali
I servizi di informazione regionali di SVT2 sono i seguenti:
- Gävledala
- Mittnytt
- Nordnytt
- Smålandsnytt
- Sydnytt
- Tvärsnytt
- Värmlandsnytt
- Västerbottensnytt
- Västnytt
- Östnytt